# Monasterio Santa Clara Azogues
El Monasterio de Santa Clara Azogues o también el Monasterio de las Hermanas Clarisas de Azogues, es un monasterio, moderno regentado por las hermanas de la orden de las Hermanas Pobres de Santa Clara, y está abierta a la comunidad, albergando la imagen devocional en la imagen de Santa Clara de Asís. Se encuentra ubicado en el sur de la ciudad a 2 kilómetros de la Sede Azogues

### Historia
La comunidad de hermanas clarisas había sido acogida por los frailes franciscanos del Santuario de la Virgen de la Nube, después en Zhizhiquin, la parroquia de Charasol, y después de 18 años en la capital cañarense, se empezó a plasmarse la posibilidad de tener su propio monasterio a finales del año 2014, cuando las autoridades del cantón Azogues, con la facultad de Arquitectura de la Sede Azogues, empezaron a realizar los planos para construirles un monasterio. Este comenzó a construirse a mediados del 2015, fue inaugurado  el domingo 12 de agosto de 2018, por parte del actual Obispo de Azogues, Oswaldo Vintimilla Cabrera, quien donó una imagen de la Señora del Tránsito al monasterio.

## Galería

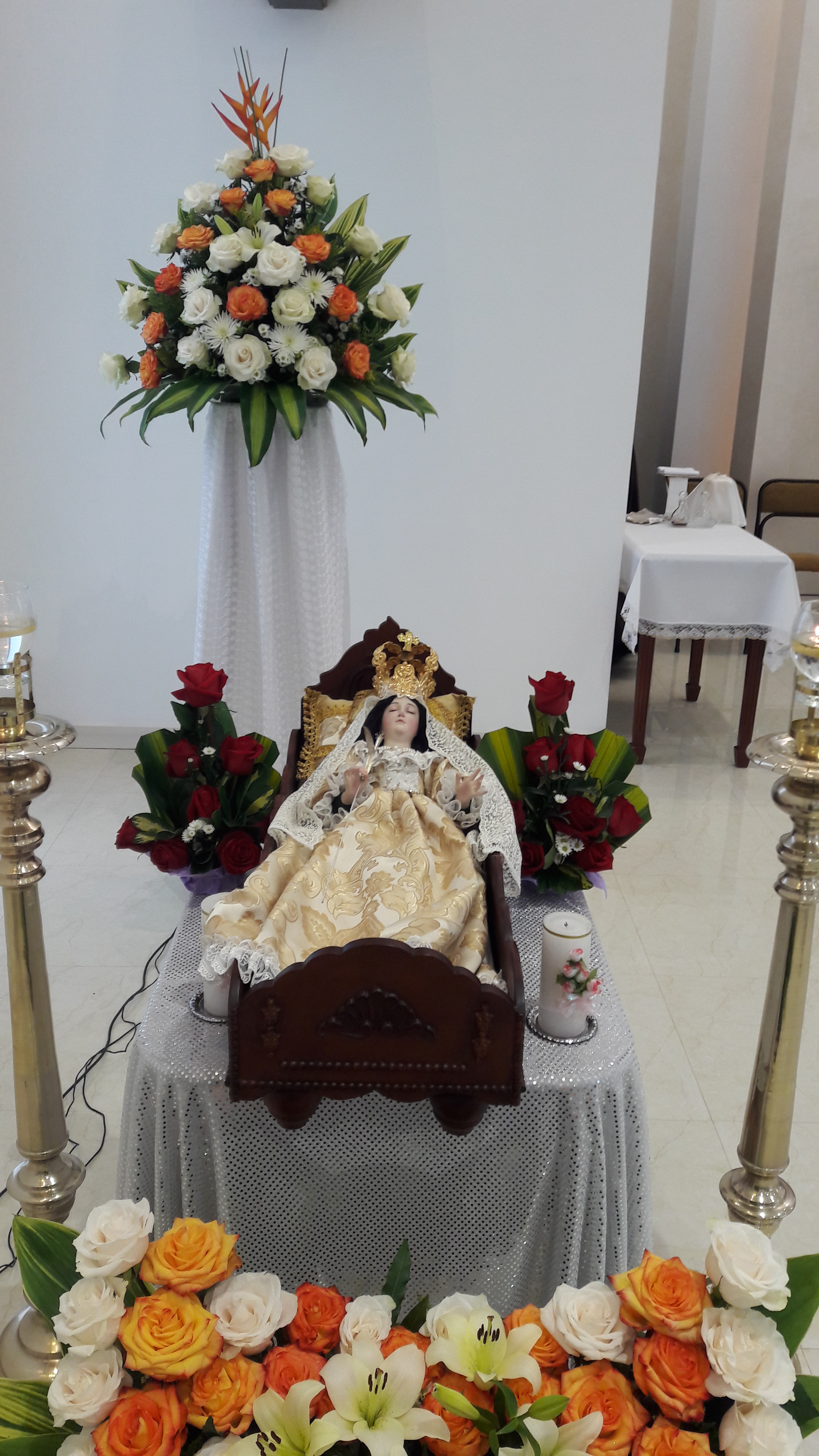
La Virgen del Transito